# وسيلة الطفو الشخصية

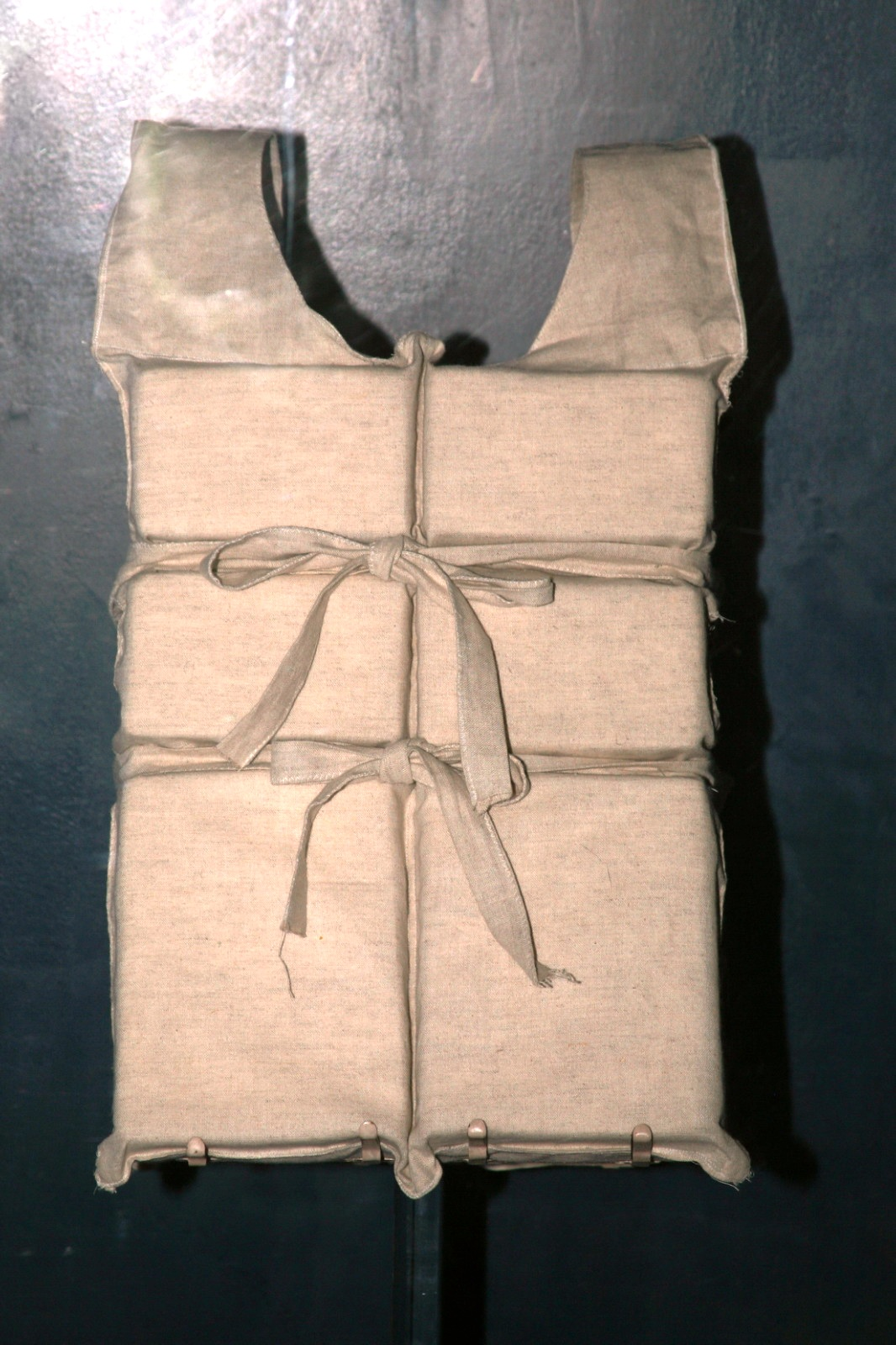

وسيلة الطفو الشخصية (أيضا، سترة نجاة، بدلة نجاة، وبدلة التعويم، الخ) هي أداة مصممة لمساعدة مرتديها لكي يظل طافيًا سواء كان في وعيه أو فاقد للوعي.

## أنواعها
من أشهر أنواع أجهزة الطفو الشخصي
- سترة النجاة
- صديري الغطس